# 승응순

## 작사한 노래
- 1933년 <불사조>
- 1934년 <휘파람>
- 1935년 <사막의 한>
- 1935년 <관서천리>
- 1935년 <앞강물 흘러 흘러>